# Kirkjubæjarklaustur

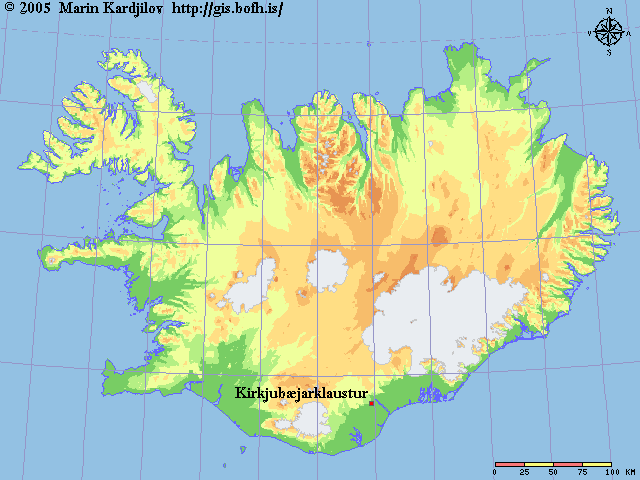
Ubicació de Kirkjubæjarklaustur a Islàndia

La petita vila de Kirkjubæjarklaustur té 160 habitants i es troba al sud d'Islàndia, al costat de la carretera entre Vík í Mýrdal i Höfn. Al seu nom es poden distingir tres paraules: kirkju, que significa "església", bæjar, que vol dir "granja", i klaustur, que significa "claustre". La seva singular posició és el que la fa coneguda en comparació d'altres viles de la seva mateixa població: el petit llogaret és l'únic punt entre aquestes dues ciutats que ofereix algun tipus de servei, entre ells una benzinera, un banc, una oficina de correus i un supermercat. A més, molts habitants de Reykjavík posseïxen finques al seu entorn, on van durant les vacances. Les atraccions turístiques més visitades són Eldgjá, els cràters de Laki, el Parc Nacional Skaftafell on anar a fer passejades o el llac glacial de Jökulsárlón.

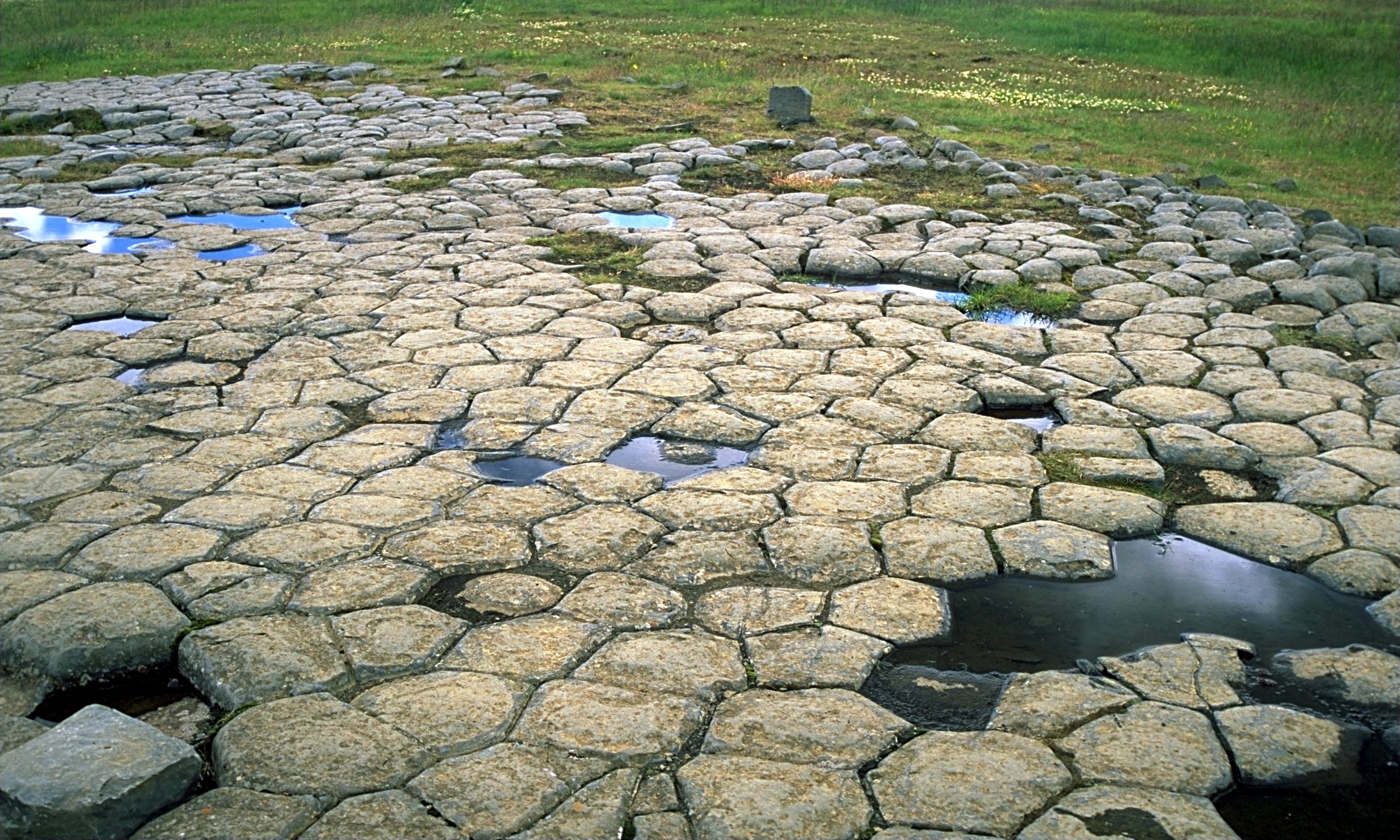
Columnata basàltica amb forma de "Terra d'Església"

Una atracció molt pròxima a la vila és el Kirkjugólf (el terra de l'església), un camí natural de columnes basàltiques soterrades i erosionades per les glaceres de tal forma que només es poden veure els caps i, com indica el seu nom, tenen l'aparença del terra enrajolat d'una església. Aquesta formació de lava té un origen semblant a la de la Calçada dels Gegants (Giant's Causeway) de l'Ulster. Totes aquestes singularitats contribueixen al fet que Kirkjubæjarklaustur sigui una parada obligada pels turistes.

## Història
Es pensa que ja hi vivien monjos irlandesos abans d'arribar els primers assentaments a Islàndia. Des de 1186, un important convent benedictí de monges s'ubicà a Kirkjubæjarklaustur, fins a la Reforma protestant de 1550. Els noms del saltant Systrafoss (Cascada de les Germanes) i del llac Systravatn (llac de les Germanes), a la muntanya, es refereixen a aquest convent. Systrastapi (la roca de les germanes) és el lloc on dues monges van ser cremades per heretgia. La tradició popular il·lustra l'esdeveniment amb històries sobre la germana bona i la pecadora, així com amb un tresor al fons del llac. La vila es va fer coneguda per les erupcions del volcà Lakagígar el 1783. El pastor protestant del temple local, Jón Steingrímsson, havia predicat amb el que es va anomenar el "Sermó del foc". La llegenda conta que el sermó va parar el riu de lava i que la vila es va salvar a l'últim moment. L'església actual, construïda el 1974, es va fer en record del 
Reverend Jón Steingrímsson.